# Windsor Castle
 For alternative betydninger, se Windsor. (Se også artikler, som begynder med Windsor)
Windsor Castle er et kongeslot i byen Windsor i Berkshire County.
Det er kendt for sin langvarige tilknytning til den engelske og senere britiske kongelige familie og for sin arkitektur.

## Historie
Borgen blev opført i det 11. århundrede efter Vilhelm Erobrerens normanniske erobring af England. Siden Henrik 1.'s regringstid 1100-1135 har slottet været beboet af den regerende monark, og det er det kongeslot i Europa, der har været beboet i længst tid. Slottets overdådige værelser fra begyndelsen af 1800-tallet er beskrevet af kunsthistorikeren Hugh Roberts som "en fantastisk og uovertruffen række værelser, der er bredt anerkendt som det fineste og mest komplette udtryk for Georgiansk arkitektur". Inden for slottets mure ligger St George's Chapel, der af John Martin Robinson anses som "en af de bedste arkitekturperler inden for Engelsk Gotisk arkitektur".
Slottet skulle oprindeligt sikre den normanniske dominans i udkanten af London og overvåge en strategisk del af Themsen. Det blev opført som en motte-and-bailey-fæstning med tre borggårde inde i hinanden, som lå på en naturlig høj. Gradvist blev palisaderne erstattet af forsvarsværker af sten, og det muliggjorde, at slottet kunne modstå en langvarig belejring under den første baronkrig i begyndelsen af det 13. århundrede. Henrik 3. opførte et kongeligt palads inden for borgens mure midt i det 13. århundrede, og Edvard 3. gik endnu længere, idet han genopbyggede paladset for at skabe et overdådigt byggeri, der blev "det dyreste profane byggeprojekt i middelalderens England". Kernen i Edvards arkitektur blev bevaret helt frem til kongehuset Tudor (1485-1603), hvor Henrik 8. og Elizabeth 1. i højere grad brugte slottet som hjemsted for kongehuset og hoffet. Slottet blev også brugt til statsbesøg og til diplomater.
Windsor Castle overlevede den tumultariske periode under den engelske borgerkrig (1642-1651), hvor det blev brugt som hovedkvarter for parlamentarikernes styrker og som fængsel for Charles 1. Ved genoprettelsen af monarkiet i 1660 genopbyggede Charles 2. en stor del af Windsor Castle ved hjælp fra arkitekt Hugh May, som skabte en række ekstravagante barokinteriører, der stadig beundres. Efter forfald i det 18. århundrede renoverede og genopførte George 3. og George 4. Charles 2.'s palads med enorme byggeomkostninger, og de etablerede den nuværende indretning af salonerne (State Apartments), der er fyldt med rokoko-, gotik- og barokmøbler. Dronning Victoria lavede mindre ændringer på slottet, der blev centrum for royale fester under megen af hendes regeringstid (1837-1901). Windsor Castle blev brugt som et tilflugtssted for kongefamilien under Luftwaffes bombardementer under anden verdenskrig, og det overlevede en omfattende brand i 1992. Slottet er i dag en populær turistattraktion, det bliver brugt til statsbesøg og var dronning Elizabeth 2.s foretrukne hjem i weekenderne. Den 9. april 2021 døde Prins Philip, hertug af Edinburgh, dronningens ægtemand, i slottet.